# 美人樹

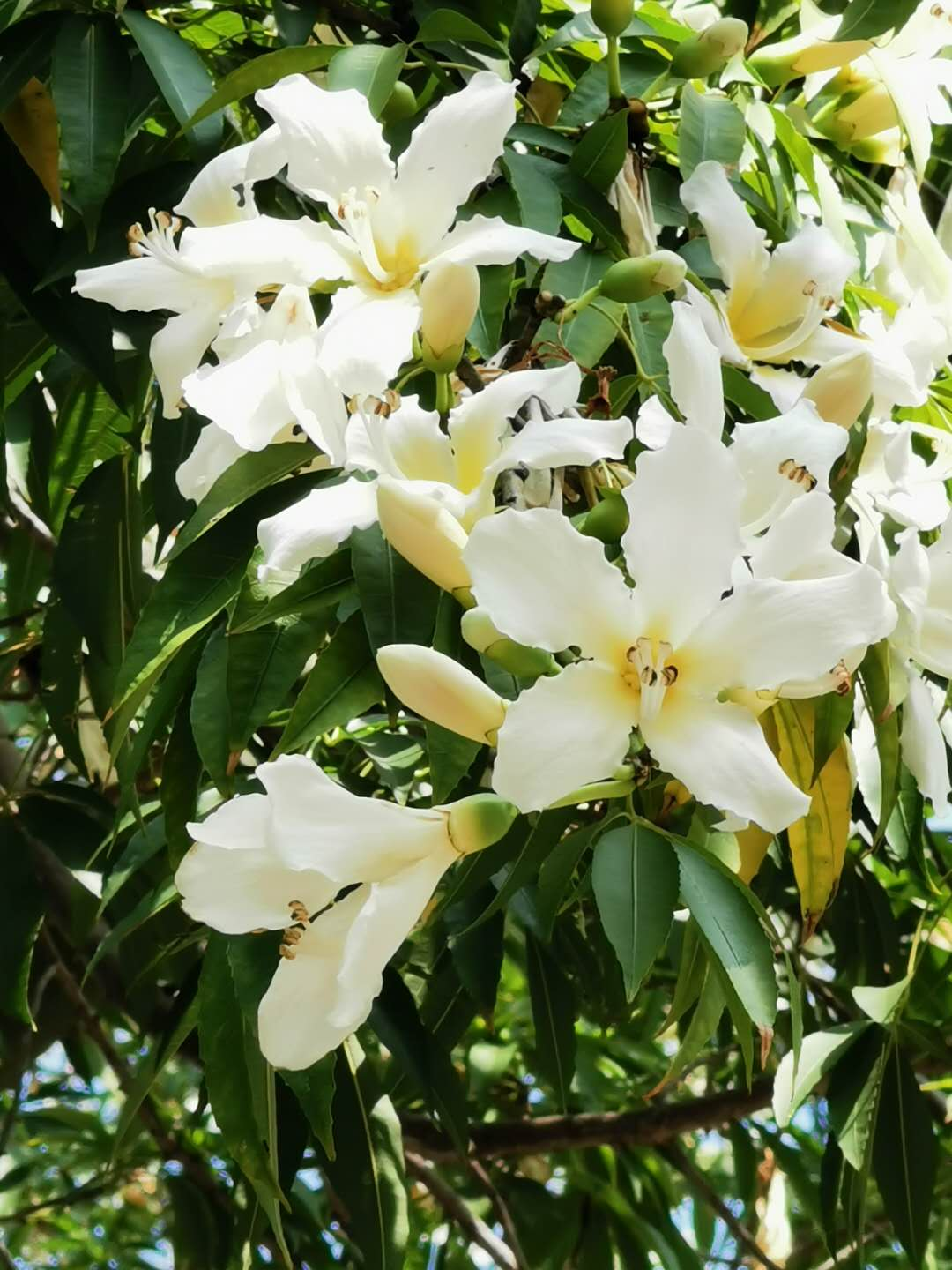
白花美人樹（花初開），台灣罕見

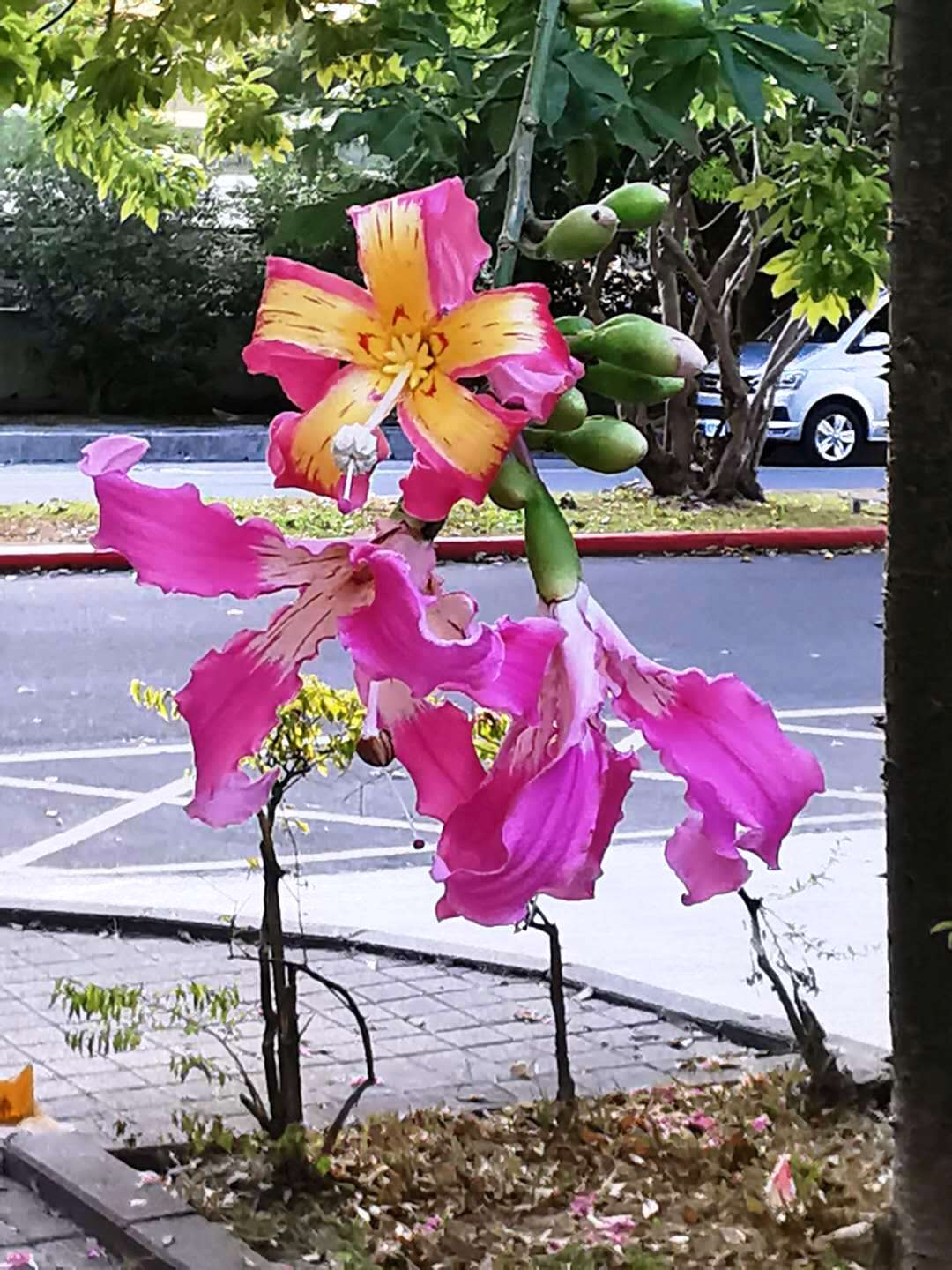
雙色美人樹的雙花

美人樹，英文名：Silk floss tree or  Floss silk tree，學名：（舊學名 Chorisia speciosa），別名：美人櫻、酒瓶木棉、美丽异木棉，为錦葵科木棉亞科爪哇木棉屬下的大落葉喬木。其种加词“speciosa”意为“外表美丽的”。

## 圖集

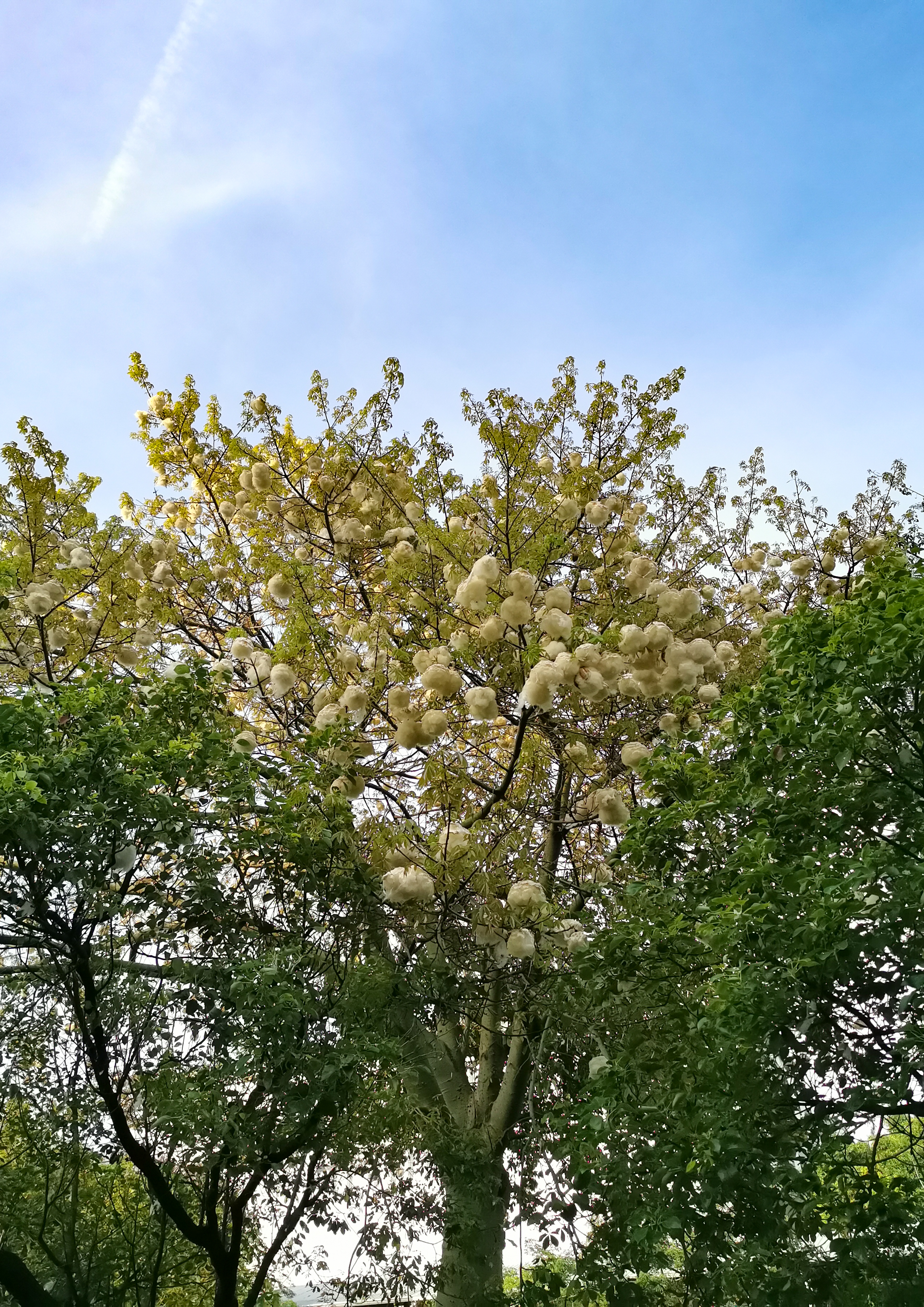
美人樹株高8～15公尺
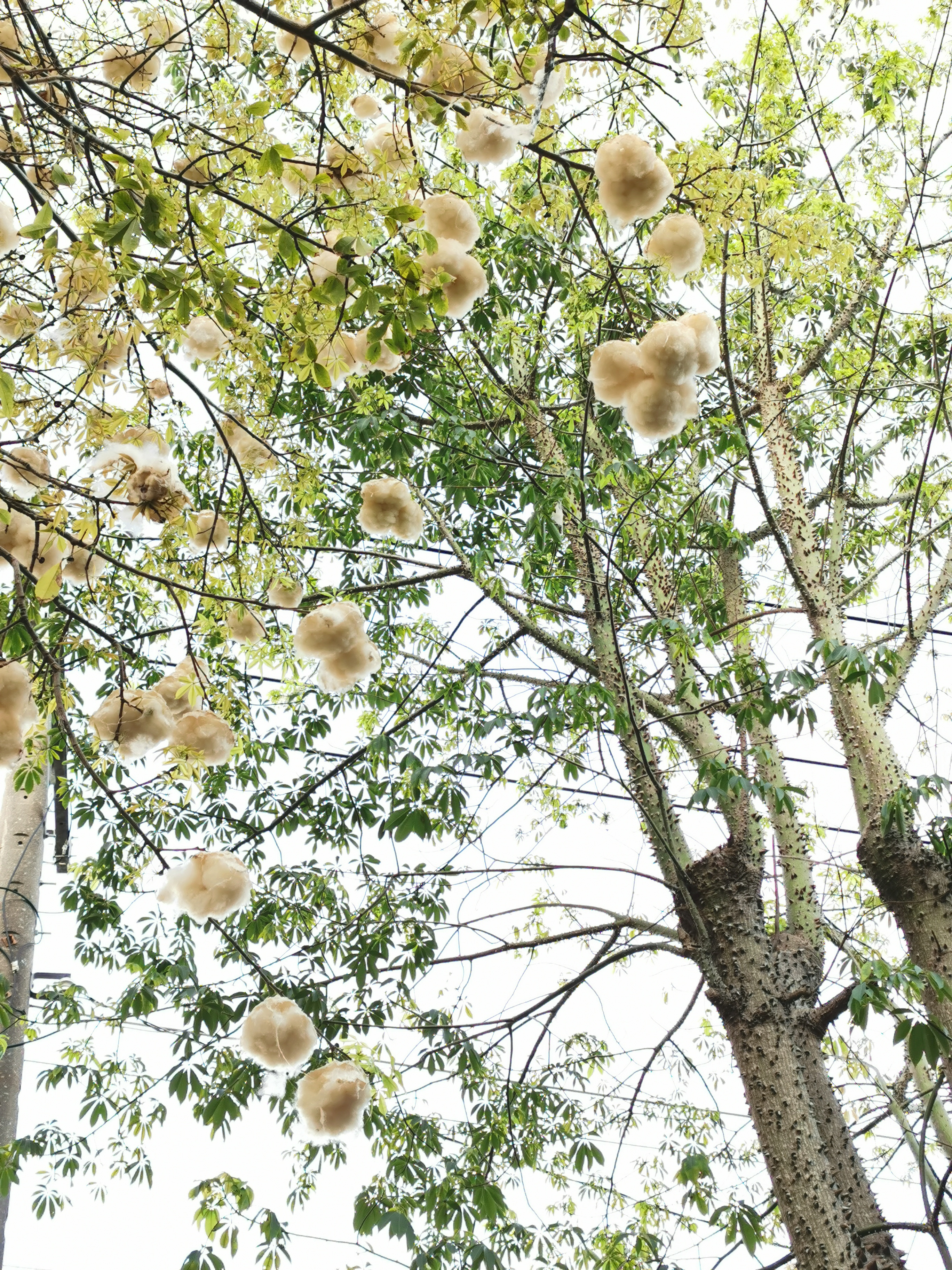
樹幹上長滿了圓錐形的“瘤刺”
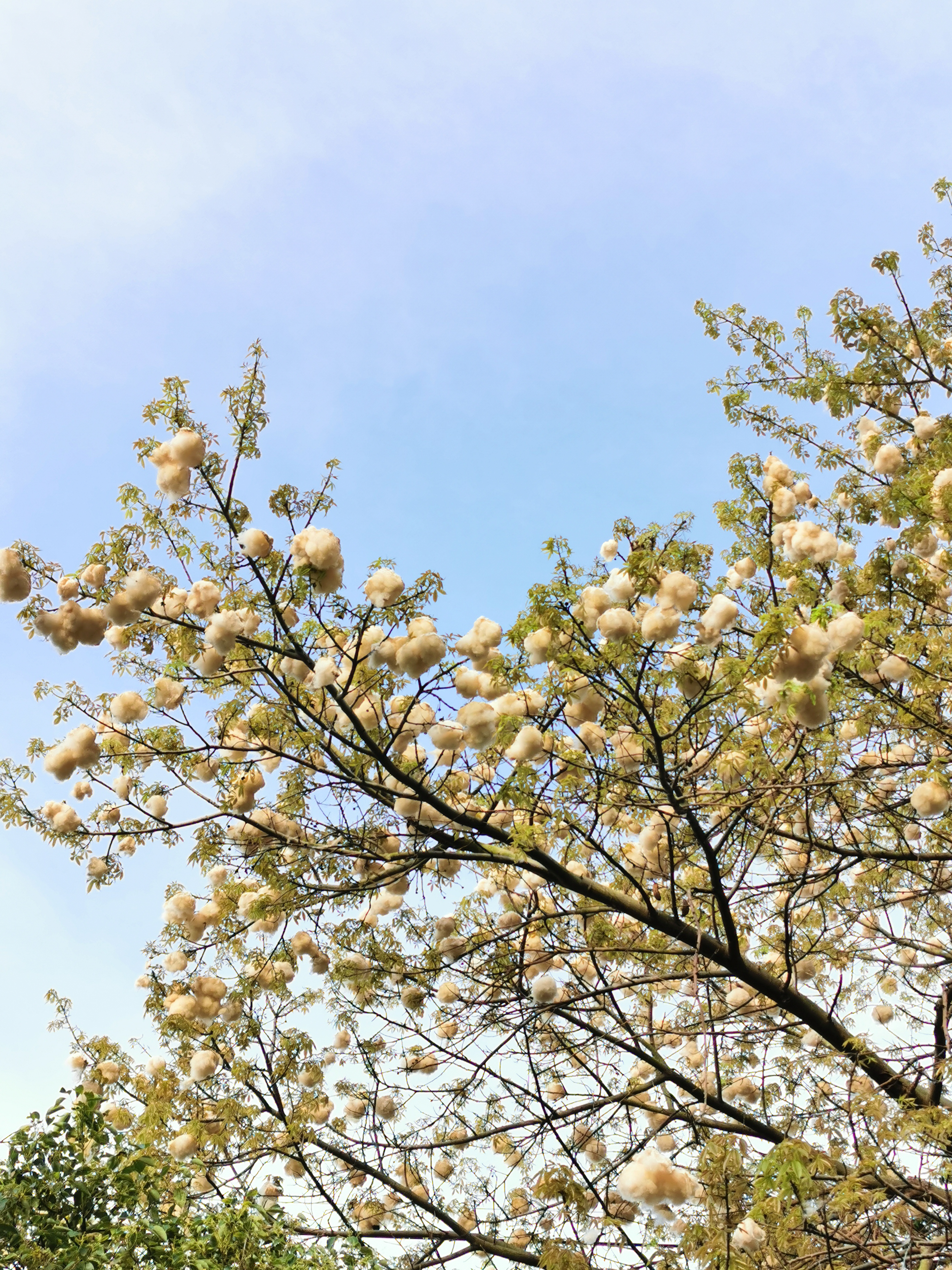
果實成熟後會爆出雪白的棉絮
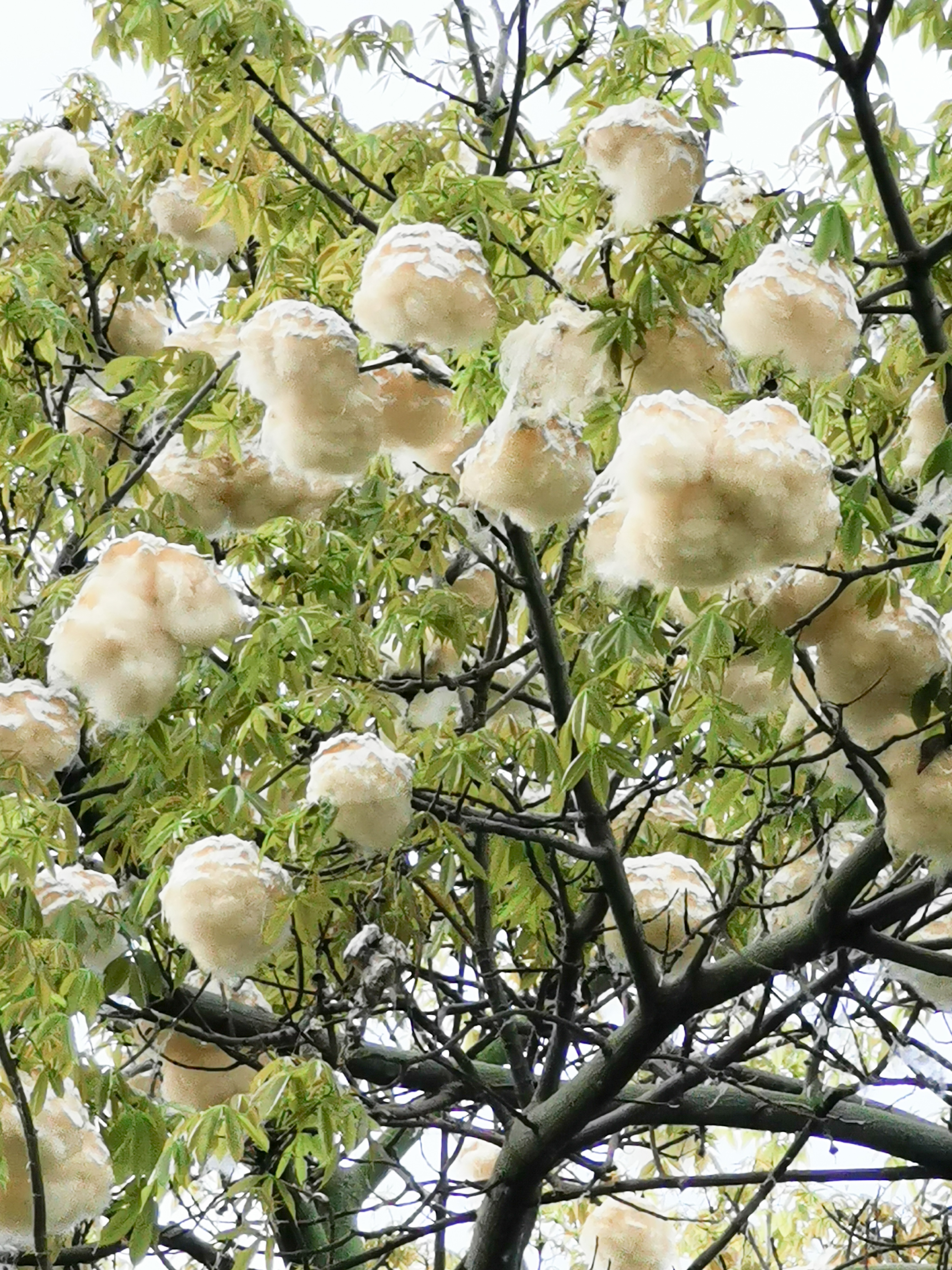
果實成熟後，厚厚的外皮自然脫落，一團白色的絮狀物，狀如成熟開裂的棉花團

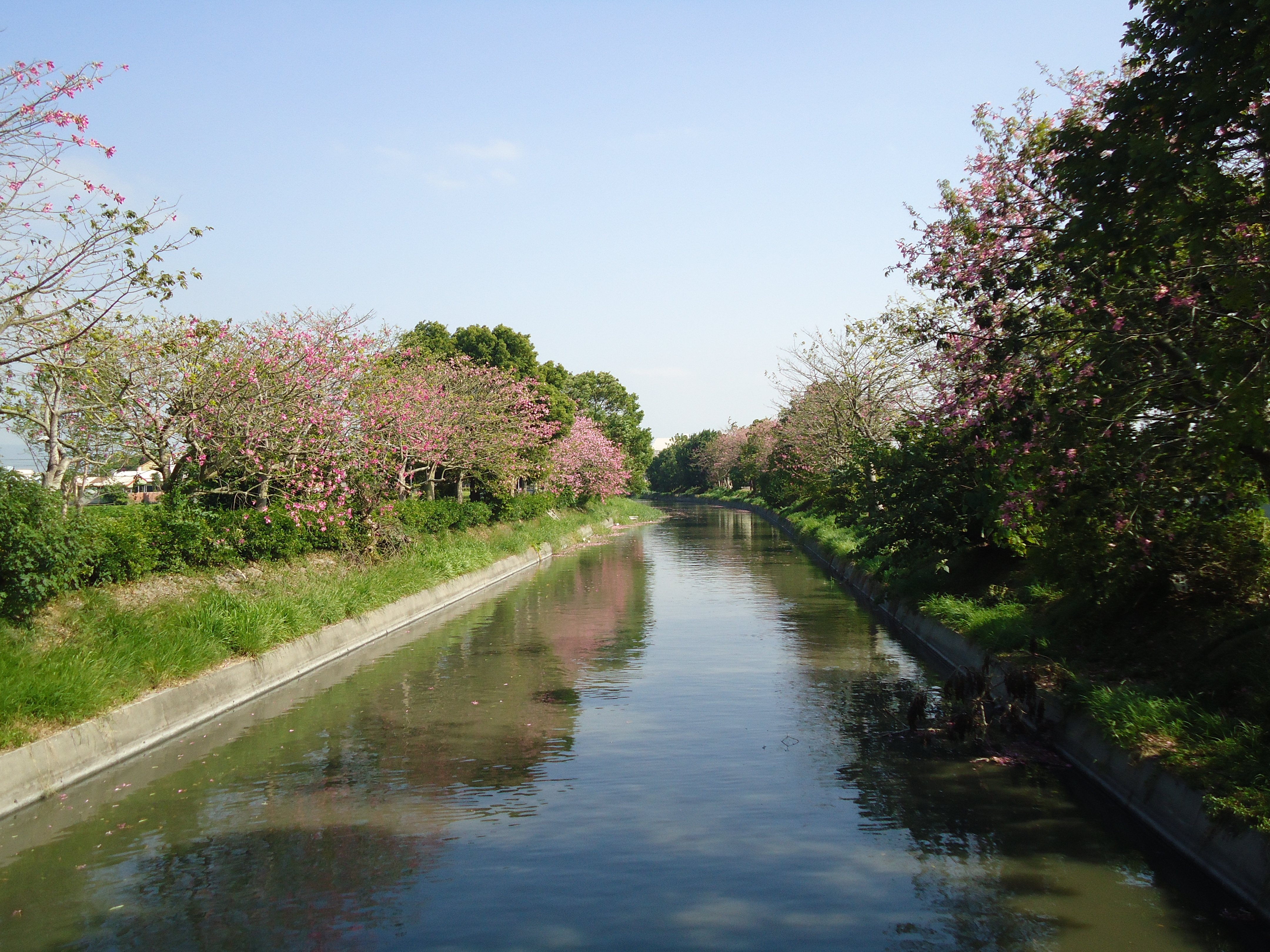
北斗河濱公園沿岸的美人樹

## 形态
樹幹直立，幹基擴大，具有少數分枝，側枝呈斜水平狀向上開展，樹冠層呈傘。
株高8～15公尺。樹皮平滑，著生尖銳瘤狀刺。掌狀複葉，叢生小枝先端，小葉5～7枚。橢圓形或倒長卵形，先端或銳尖，基部狹，葉緣成鋸齒狀。叶子表面為有光澤的綠色，背面淡綠色。長10～15公分，寬2～4公分，葉柄長6～15公分；小葉長不及 1 公分。質地为紙質。葉脈为羽狀側脈。葉柄成圓柱形，光滑無毛，小葉甚短。
花多先葉或與葉同時長出，大而豔麗，富觀賞價值。略粗壯，花緣皺摺，略反捲。紫紅色或淡粉紅色，近中心處乳白色有褐色斑點。長7～19公分，開放時徑10～15公分。腋生，總狀花序。花瓣5瓣，長橢圓形狀披針形，長8～14公分，寬3～4.5公分，先端鈍，有柔毛；花瓣中間的5根雄蕊合生在一起，將更裡面的雌蕊包起來，而靠近基部則有一圈特別的白纖絲狀構造。花柄短，長1～2公分，粗壯。花萼鐘形，帶紫紅色或淡粉紅色，先端有淺裂；每花具2～3小苞；萼杯狀，2～5齒。子房上位。雄蕊合生成筒狀，5柱，每柱再裂分為2。花期9～11 月
蒴果。橢圓形，成熟時三瓣裂。長15～22公分，徑5～7公分。種子多數，具綿毛。黑色。靠風力传播。

## 用途
- 行道樹、庭園樹：是高級行道樹，高級庭園造景，美化樹種。
- 蝴蝶的蜜源

## 美人樹的別名
美人樹與木棉同科，由於樹幹造形奇特有如日式陶瓷酒瓶因而有「酒瓶木棉」的稱號。開花的時候景觀壯麗，粉紅色大型花掛滿樹冠，映襯著秋天的青空白雲，就像矗立在大地的美人一般。由於木棉的葉子比較大、樹型較陽剛，所以有「英雄樹」稱號，相較之下，葉子較小、樹型較柔美的就是「美人樹」了。美人樹的花期在秋至初冬或夏至秋季，在台灣越往北部越早開花。